# Ota Kazuki
Kazuki Ota (太田 一輝 Ota Kazuki, sinh ngày 27 tháng 1 năm 1993) là một cầu thủ bóng đá người Nhật Bản. Anh thi đấu cho Azul Claro Numazu.

## Sự nghiệp
Kazuki Ota gia nhập câu lạc bộ tại Giải bóng đá Nhật Bản Azul Claro Numazu năm 2015.

## Thống kê câu lạc bộ
Cập nhật đến ngày 20 tháng 2 năm 2017.
| Thành tích câu lạc bộ | Thành tích câu lạc bộ | Thành tích câu lạc bộ | Giải vô địch | Giải vô địch | Cúp                   | Cúp                   | Tổng cộng | Tổng cộng |
| Mùa giải              | Câu lạc bộ            | Giải vô địch          | Số trận      | Bàn thắng    | Số trận               | Bàn thắng             | Số trận   | Bàn thắng |
| Nhật Bản              | Nhật Bản              | Nhật Bản              | Giải vô địch | Giải vô địch | Cúp Hoàng đế Nhật Bản | Cúp Hoàng đế Nhật Bản | Tổng cộng | Tổng cộng |
| --------------------- | --------------------- | --------------------- | ------------ | ------------ | --------------------- | --------------------- | --------- | --------- |
| 2015                  | Azul Claro Numazu     | J3 League             | 9            | 0            | –                     | –                     | 9         | 0         |
| 2016                  | Azul Claro Numazu     | J3 League             | 27           | 5            | –                     | –                     | 27        | 5         |
| Tổng                  | Tổng                  | Tổng                  | 36           | 5            | 0                     | 0                     | 36        | 5         |